# Ciclo-heptano
Cicloheptano é o cicloalcano com um anel formado por sete carbonos.